# Louis Hayes
Louis Hayes (Detroit, 31 maggio 1937) è un batterista statunitense.

## Discografia parziale
- Louis Hayes (Vee-Jay, 1960)
- Breath of Life (Muse, 1974)
- Ichi-Ban con Junior Cook (Timeless, 1976)
- The Real Thing (Muse, 1978; reg. 1977)
- Variety Is the Spice (Gryphon, 1979; reg. 1978)
- Light and Lively (SteepleChase, 1989)
- The Crawl] (Candid, 1989)
- Una Max (SteepleChase, 1990; live 1989)
- Nightfall (SteepleChase, 1991)
- Blue Lou (SteepleChase, 1993)
- The Super Quartet (Timeless, 1994)
- Louis at Large (Sharp Nine, 1996)
- Quintessential Lou (TCB, 2000)
- The Candy Man (TCB, 2001)
- Dreamin' of Cannonball (TCB, 2002)
- Maximum Firepower (Savant, 2006)
- Return of the Jazz Communicators (Smoke Sessions, 2014)
- Serenade for Horace (Blue Note, 2017)
- Artform Revisited (Savant, 2024)